# ویلیام جونز (بازیکن فوتبال انگلستان، زاده ۱۸۷۶)
ویلیام "بیلی" جونز (انگلیسی: William Jones; ‏۶ مارس ۱۸۷۶ – ۲۵ سپتامبر ۱۹۵۹) بازیکن فوتبال اهل انگلستان بود.

## باشگاهی
از باشگاه‌هایی که در آن بازی کرده‌است می‌توان به باشگاه فوتبال بریستول سیتی، تاتنهام هاتسپر، باشگاه فوتبال بریستول سیتی و سوئیندون تاون اشاره کرد.

## تیم ملی
وی همچنین در تیم ملی فوتبال انگلستان بازی کرده است.